# Herbert Bevard
Herbert Armstrong Bevard (ur. 24 lutego 1946 w Baltimore) – amerykański duchowny rzymskokatolicki, konwertyta, biskup diecezjalny Saint Thomas w latach 2008–2020, od 2020 biskup senior diecezji Saint Thomas.

## Życiorys
Urodził się 24 lutego 1946 w Baltimore (Maryland). W wieku 18 lat dokonał konwersji z prezbiterianizmu. Po ukończeniu szkoły średniej wstąpił do seminarium św. Karola Boromeusza w Filadelfii. Święcenia prezbiteratu przyjął 20 maja 1972 z rąk kardynała Johna Krola, arcybiskupa metropolity Filadelfii.
Po święceniach pełnił następujące funkcję: 1972–1973: wikariusz parafii Narodzenia NMP oraz kapelan na Penn State University; 1973–1978: wikariusz parafii św. Roberta w Chester w dekanacie Old Saybrook oraz kapelan na Uniwersytecie Widener; 1978–1983: wikariusz parafii św. Ryszarda w Filadelfii; 1983–1989: wikariusz parafii św. Karola Boromeusza w Bensalem; 1985–1989: adwokat w sądzie metropolitalnym w Filadelfii; 1989–1994: wikariusz parafii św. Anastazji w Newtown Square; 1994–2008: proboszcz parafii św. Atanazego w Filadelfii.
Był wikariuszem biskupim dla północnej części Filadelfii, a także członkiem: Komisji ds. Współpracy Międzyparafialnej, Rady Rewizyjnej Pastorów, Rady Kapłańskiej oraz Kolegium Konsultorów.
7 lipca 2008 papież Benedykt XVI prekonizował go biskupem diecezjalnym diecezji Saint Thomas. 3 września 2008 otrzymał święcenia biskupie i odbył ingres do katedry św. Piotra i Pawła w Charlotte Amalie. Głównym konsekratorem był Donald Wuerl, arcybiskup metropolita waszyngtoński, któremu asystowali Joseph Kurtz, arcybiskup metropolita Louisville, i Daniel Thomas, biskup pomocniczy Filadelfii. Jako zawołanie biskupie przyjął słowa „Sub Tuum praesidium” (Pod Twoją obronę).
18 września 2020 papież Franciszek przyjął jego rezygnację z obowiązków biskupa diecezjalnego diecezji Saint Thomas.